# Eremisca dipogon
Eremisca dipogon är en tvåvingeart som beskrevs av Pavel Lehr 1964. Eremisca dipogon ingår i släktet Eremisca och familjen rovflugor. Inga underarter finns listade i Catalogue of Life.